# (36973) 2000 SY307
2000 SY307 (asteroide 36973) é um asteroide da cintura principal. Possui uma excentricidade de 0.13088930 e uma inclinação de 5.70741º.
Este asteroide foi descoberto no dia 30 de setembro de 2000 por LINEAR em Socorro.